# NXT: New Year’s Evil
New Year’s Evil to noworoczny program telewizyjny o wrestlingu, produkowany obecnie przez amerykańską promocję WWE dla jej rozwojowego brandu NXT. Wydarzenie zostało pierwotnie założone przez rywalizujące ze sobą World Championship Wrestling (WCW) i wyprodukowane jako specjalny odcinek programu Monday Nitro w TNT 27 grudnia 1999. WWE przejęło WCW w 2001 i po 21 latach od tamtego wydarzenia WCW, WWE wskrzesiło New Year’s Evil w 2021 jako coroczny odcinek specjalny NXT w USA Network, który jest emitowany na początku stycznia.

## Historia
27 grudnia 1999 r. była organizacja wrestlingu World Championship Wrestling (WCW) wyprodukowała noworoczny program telewizyjny zatytułowany New Year’s Evil, który został wyemitowany w TNT jako specjalny odcinek flagowego programu WCW, Monday Nitro. Było to jedyne wydarzenie New Year’s Evil wyprodukowane przez WCW, a następnie w marcu 2001 roku firma została przejęta przez WWE, wówczas jeszcze znaną jako World Wrestling Federation (WWF; przemianowana na WWE w maju 2002). 6 grudnia 2020 roku, po 21 latach od tego wydarzenia WCW, WWE ogłosiło, że wskrzesi New Year’s Evil, które odbędzie się dla jej rozwojowego brandu NXT 6 stycznia 2021 roku jako specjalny odcinek NXT w USA Network. Przed tym wydarzeniem specjalnym, poprzednią imprezą WWE o tematyce noworocznej była gala pay-per-view New Year’s Revolution, która odbywała się w latach 2005-20.
Drugie NXT: New Year’s Evil miało odbyć się 4 stycznia 2022 roku na odcinku NXT. To z kolei uczyniło New Year’s Evil corocznym programem telewizyjnym NXT, odbywającym się na początku stycznia. Wydarzenie w 2024 roku odbyło się jako część tygodniowego programu WWE obejmującego występy o tematyce noworocznej zwane New Year’s Knockout Week.

## Lista gal
| Nr | Gala                              | Data             | Lokalizacja             | Arena                  | Walka wieczoru |
| -- | --------------------------------- | ---------------- | ----------------------- | ---------------------- | --- |
| 1  | WCW Monday Nitro: New Year’s Evil | 27 grudnia 1999  | Houston, Teksas         | Astrodome              | Kevin Nash (c) vs. Sid Vicious i The Wall 2-on-1 Handicap match w pierwszej rundzie turnieju WCW World Tag Team Championship Lethal Lottery |
| 2  | NXT: New Year’s Evil (2021)       | 6 stycznia 2021  | Orlando, Floryda        | WWE Performance Center | Finn Bálor (c) vs. Kyle O’Reilly Singles match o NXT Championship                                                                           |
| 3  | NXT: New Year’s Evil (2022)       | 4 stycznia 2022  | Orlando, Floryda        | WWE Performance Center | Tommaso Ciampa (c) vs. Bron Breakker Singles match o NXT Championship                                                                       |
| 4  | NXT: New Year’s Evil (2023)       | 10 stycznia 2023 | Orlando, Floryda        | WWE Performance Center | 20-osobowy Battle Royal o miano pretendentki do NXT Women’s Championship na NXT Vengeance Day                                               |
| 5  | NXT: New Year’s Evil (2024)       | 2 stycznia 2024  | Orlando, Floryda        | WWE Performance Center | Trick Williams vs. Grayson Waller Singles match o walkę Williamsa o NXT Championship z Iron Survivor Challenge’u                            |
| 6  | NXT: New Year’s Evil (2025)       | 7 stycznia 2025  | Los Angeles, Kalifornia | Shrine Expo Hall       | Trick Williams (c) vs. Oba Femi vs. Eddy Thorpe Triple threat match o NXT Championship                                                      |